# 珠点粗棘蜥䲗
珠点粗棘蜥䲗（学名：Centrodraco pseudoxenicus），是蜥䲗科粗棘蜥䲗屬一种，分布于太平洋西部海域。本种由日本学者蒲原稔治于1952年描述发表。
1980年中国学者曾发表一新种—珠点蜥䲗（Draconetta margarostigma），现被认为是本种的同物异名。

## 形态特征
体形延长。鳃盖骨具2强棘，棘末端不向上弯曲。第二背鳍很高，鳍条末端成短丝状。胸鳍宽大。尾鳍圆形。